# Cërrik
Cërrik er en by i det centrale Albanien med 6.695 (2011) indbyggere. Byen ligger i præfekturet Elbasan.